# Mouzon (tổng)
Tổng Mouzon là một tổng ở tỉnh Ardennes trong vùng Grand Est.
Tổng này được tổ chức xung quanh Mouzon ở quận Sedan. Độ cao trung bình là 174 m.

## Hành chính
| Giai đoạn | Ủy viên        | Đảng | Tư cách |
| --------- | -------------- | ---- | ------- |
| 2008-2014 | Richard Wiblet | PS   |         |
| 2001-2008 | Michel Vicq    | UDF  |         |

## Các đơn vị hành chính
Tổng Mouzon gồm 13 xã với dân số 6 157 người (điều tra năm 1999, dân số không tính trùng)
| Xã                    | Dân số | Mã bưu chính | Mã insee |
| --------------------- | ------ | ------------ | -------- |
| Amblimont             | 143    | 08210        | 08009    |
| Autrecourt-et-Pourron | 350    | 08210        | 08034    |
| Beaumont-en-Argonne   | 433    | 08210        | 08055    |
| Brévilly              | 381    | 08140        | 08083    |
| Douzy                 | 1 513  | 08140        | 08145    |
| Euilly-et-Lombut      | 114    | 08210        | 08159    |
| Létanne               | 104    | 08210        | 08252    |
| Mairy                 | 141    | 08140        | 08267    |
| Mouzon                | 2 616  | 08210        | 08311    |
| Tétaigne              | 82     | 08110        | 08444    |
| Vaux-lès-Mouzon       | 78     | 08210        | 08466    |
| Villers-devant-Mouzon | 116    | 08210        | 08477    |
| Yoncq                 | 86     | 08210        | 08502    |

## Thông tin nhân khẩu
| 1962                                                     | 1968  | 1975  | 1982  | 1990  | 1999  |
| -------------------------------------------------------- | ----- | ----- | ----- | ----- | ----- |
| 6 119                                                    | 7 133 | 7 063 | 6 837 | 6 360 | 6 157 |
| Nombre retenu à partir de 1962 : dân số không tính trùng |       |       |       |       |       |